# Elmrahu
Elmrahu (aussi appelé Emmrahu ou Elmerahu) est une petite île d'Estonie, en mer Baltique, à l'ouest du pays. L'île de quelques hectares est située sur la municipalité de Paope.

## Description
L'île présente une surface de 2,70 Ha pour une circonférence de 1,28 km. L'île est située à l'ouest de l'île Külalaid et se trouve juste au large de la côte de l'île beaucoup plus grande Hiiumaa sur la municipalité de Paope.
L'ile se trouve sur le territoire de la réserve protégée : Paope looduskaitseala établie en 2006.